# Michael Garnett
Michael Garnett, född 25 november 1982 i Saskatoon, Saskatchewan, är en kanadensisk professionell ishockeymålvakt som 2011 spelar för Traktor Tjeljabinsk i den ryska ligan KHL.
Garnett har även representerat Atlanta Thrashers i NHL och OHK Dynamo Moskva i KHL.